# Pompeo Coronini
Pompeo Coronini, latinizzato in Pompeus Coroninus, barone di Prebacina e Gradiscuta e signore di Gologoriza (Lubiana, 1582 – Trieste, 14 marzo 1646), è stato un vescovo cattolico italiano.

## Biografia
Coronini nacque a Lubiana da Orfeo, barone di Prebacina e Gradiscuta e signore di Gologoriza, e da Lucrezia. Aveva due fratelli: Gian Pietro, militare di carriera, e Giovanni Pietro. Studiò all'Università di Bologna, dove conseguì dottorati in giurisprudenza, filosofia e teologia. Iniziò la sua carriera sacerdotale nella diocesi di Aquileia, prima di diventare visitatore apostolico dell'arcidiocesi di Salisburgo. 
Svolse un ruolo significativo come consigliere dell'arcivescovo di Salisburgo e dell'imperatore Ferdinando II, oltre a essere rappresentante dell'Imperatore nel governo regionale di Gorizia. Fu nominato decano della cattedrale di Lubiana.
Nel 1625 l'Imperatore lo scelse come vescovo di Pedena, nell’Istria goriziana, carica confermata da papa Urbano VIII. Venne consacrato vescovo il 21 aprile 1625 da Eusebio Caimo, vescovo di Cittanova. Fino al 1631 guidò la piccola diocesi di Pedena, prima di essere trasferito a Trieste, dove rimase in carica fino alla sua morte. A Trieste, tra l'altro, fondò il monte di pietà.
Coronini si distinse anche come poeta e scrittore in lingua latina. Tra le sue opere si segnalano le Assertiones politicae, de Republica, pubblicate a Bologna nel 1607 e dedicate all’arciduca Ferdinando. Nel 1628, presentò a Roma un rapporto sullo stato della diocesi di Pedena, evidenziando le gravi conseguenze delle guerre tra l'Impero Austriaco e la Repubblica di Venezia. Nel suo rapporto descrisse la drastica riduzione della popolazione, la carenza di clero e l'uso dell'antico slavo ecclesiastico nella liturgia, con il latino ancora predominante tra i parroci.
Morì il 14 marzo 1646 e fu sepolto nella cattedrale di Trieste. La sua eredità si riflette nella sua opera ecclesiastica e intellettuale, che contribuì significativamente alla vita religiosa e culturale del suo tempo.

## Opere
- (LA) Pompeus Coroninus e Guillaume Germé de Lamormain, Disputatio Philosophica De Mvndo, Graecii Styriae, Georgius Widmanstadius, 1604, DOI:10.5282/ubm/digi.1692.
- (LA) Pompeo Coronini, Ode paraenetica ad Boemos, desumta ex nomine Ser. Ferdinandi II. Ungar et Boem. Regis, Bratislava, 1618, OCLC 165998814.

## Genealogia episcopale
La genealogia episcopale è:
- Cardinale Guillaume d'Estouteville, O.S.B.Clun.
- Papa Sisto IV
- Papa Giulio II
- Cardinale Raffaele Riario
- Papa Leone X
- Papa Paolo III
- Cardinale Francesco Pisani
- Cardinale Alfonso Gesualdo
- Papa Clemente VIII
- Papa Paolo V
- Cardinale Benedetto Giustiniani
- Vescovo Eusebio Caimo
- Vescovo Pompeo Coronini